# Ironia
Ironia (grec. εἰρωνεία eironeía, dosłownie „przestawienie, pozorowanie“) – sposób wypowiadania się, oparty na zamierzonej niezgodności, najczęściej przeciwieństwie, dwóch poziomów wypowiedzi: dosłownego i ukrytego, np. w zdaniu Jaka piękna pogoda, dziś jest tak ciepło  wypowiedzianym w trakcie ulewy i zimnego dnia . W klasycznej retoryce ironia stanowi jeden z tropów, jest zaliczana także do podstawowych kategorii w estetyce.
W rozumieniu potocznym ironię utożsamia się z zawoalowaną kpiną, złośliwością, wyśmiewaniem, dystansem.
Termin ten odnosi się również do sytuacji, zjawisk niezgodnych z oczekiwaniami; rezultatów przeciwstawnych wobec zamiarów, czyli do zaburzenia przyczynowo-skutkowej struktury rzeczywistości. Wyróżnia się tu kilka odmian:
- ironia sytuacyjna, np. wystąpienie w komputerze błędu systemowego (blue screen of death) w trakcie oficjalnej prezentacji Windows 98 z udziałem Billa Gatesa na targach COMDEX w kwietniu 1998;
- ironia losu (zwana też kosmiczną), np. utrata słuchu przez Ludwiga van Beethovena;
- ironia historii, np. określenie stosowane wobec wojny światowej 1914-18 w okresie jej trwania oraz krótko po zakończeniu: Wojna mająca na celu zakończenie wszystkich wojen (The War to End All Wars).

Matrycą ironii werbalnej będzie więc: [ktoś] ironizuje, że..., matrycą ironii odnoszącej się do sytuacji, zdarzeń, losu: na ironię zakrawa, że....
Wyróżnia się również postawę ironiczną, charakteryzującą się dystansem, spokojem, rozwagą w ocenie, brakiem zaangażowania, oziębłością emocjonalną.
Szczególną odmianą ironii jest ironia sokratyczna. Przypisywana jest ona Sokratesowi i stanowi część jego metody sokratycznej, utrwalonej w dialogach Platona. Sokrates udając prostaczka zadającego proste pytania, udowadnia słabość przekonań i ignorancję rozmówcy.

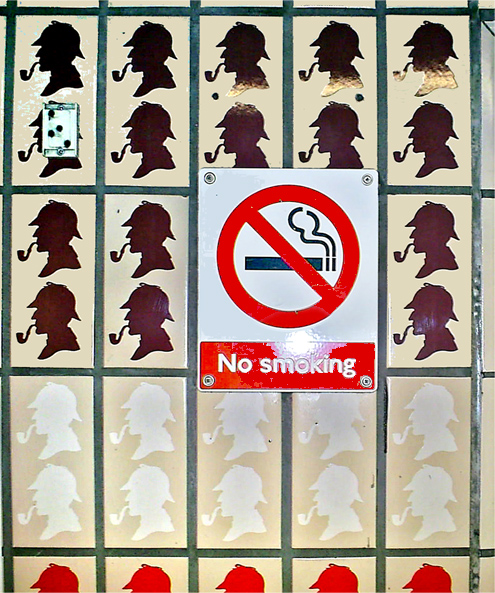
Wnętrze stacji metra Baker Street

## Etymologia
Z stgr. εἰρωνεία eironeia – udawanie głupszego, oszukiwanie, zachowywanie się w sposób chytry i plebejski (w czasach starożytnych określenie pejoratywne). Łac. ilussio, dissimulatio.
Interpretacja ironii zmieniała się wielokrotnie w ciągu dziejów; terminem tym określano m.in. mówienie nie wprost, chwalenie poprzez naganę (i na odwrót), wyśmiewanie, udawanie, satyrę.

## Formy ironii
Najpowszechniejszą formą ironii jest antyfraza, czyli przeciwieństwo dwóch poziomów wypowiedzi. Ironia przyjmuje też postać hiperboli, litoty, pytania retorycznego, niezgodności stylistycznej, aluzji, niedopowiedzenia itp.

## Funkcje ironii
Wybrane funkcje ironii:
- wykpienie poglądów, postępowania, postawy, cech przeciwnika (funkcja satyryczna);
- wzmocnienie myśli, argumentu;
- urozmaicenie wywodu;
- okazanie dystansu wobec zjawisk, osób – również wobec samego siebie (autoironia);
- zacieśnienie więzi z grupą, zjednanie sobie publiczności.

## Zastosowanie ironii
W literaturze ironia służy m.in. okazywaniu przez narratora dystansu wobec przedstawianych osób, zdarzeń (np. łagodna ironia w „Don Kichocie” Miguela Cervantesa), sugerowaniu ocen pewnych zjawisk (pochwała w formie nagany w satyrze „Do króla” Ignacego Krasickiego).
Ironia tragiczna (dramatyczna), wywodząca się z antycznego teatru greckiego, charakteryzuje sytuację, w której bohater – np. król Edyp w tragedii Sofoklesa – nie zdaje sobie sprawy ze swojego rzeczywistego położenia, natomiast świadomość taką posiadają widzowie lub pozostali bohaterowie dramatu.
Ironia romantyczna, której koncepcję wypracowali filozofowie niemieccy (F. Schlegel, J.G. Fichte, K.W.F. Solger), wiąże się zarówno z postawą dystansu wobec świata i twórczości, eksponowaniem prymatu artysty wobec dzieła, traktowaniem twórczości literackiej jako gry, jak i z określoną konstrukcją utworu – m.in. łączeniem różnych konwencji literackich, form obrazowania czy stylów. Charakterystyczny dla tej odmiany ironii gatunek literacki to poemat dygresyjny, np. „Beniowski” Juliusza Słowackiego.
Ironię spotyka się w tekstach dziennikarskich, zwłaszcza w felietonach czy polemikach prasowych, a także w tekstach reklamowych. Znanym pisarzem wykorzystującym ironię jest Terry Pratchett.
Ironię analizowano także na przykładach dzieł plastycznych, muzycznych, architektonicznych, choć część badaczy utrzymuje, że w takich przypadkach można mówić jedynie o parodii.

## Sygnały ironii

Propozycja znaku ironii

Sygnałami ironii werbalnej są głównie intonacja i mimika; w odczytywaniu ironii tekstowej odbiorca kieruje się przede wszystkim kontekstem (wiedzą o autorze i jego rzeczywistych poglądach, temacie, światopoglądzie typowym danej epoce itp).
Jako wskaźnik interpunkcyjny ironii w tekstach pisanych jest stosowany cudzysłów (np. nasza „troskliwa” władza), aczkolwiek sygnalizacja ironii to tylko jedna z funkcji cudzysłowu. Metodą graficznego zasygnalizowania ironii może być też kursywa, wytłuszczenie, podkreślenie, użycie wielkich liter (np. To GENIALNY pomysł).
W użyciach ironicznych występują często wtrącenia, np. oczywiście, niewątpliwie, doprawdy, jak wiadomo; elementy metajęzykowe (np. tzw., że tak powiem), jednak żadna jednostka języka nie jest zarezerwowana wyłącznie dla ironii. Z tego względu, że sygnały mogą być trudne do uchwycenia, a kontekst nie zawsze dostarcza wskazówek, odbiorca może nie dostrzec ironicznej intencji nadawcy i błędnie zrozumieć wypowiedź. Ironia wiąże się bardzo często z efektem komicznym, co jednak nie oznacza, iż każda wypowiedź ironiczna jest śmieszna (przypadki tzw. gorzkiej ironii, sarkazmu).

Ironieteken (propozycja znaku ironii)

Wielokrotnie próbowano stworzyć znak ironii; jako pierwszy użycie tego znaku zaproponował John Wilkins (proponował on użycie odwróconego wykrzyknika). W 1841 roku Marcelin Jobard zaproponował użycie ideogramu przypominającego choinkę do góry nogami. Kolejna próba stworzenia znaku ironii została podjęta przez francuskiego poetę Alcantera de Brahma w 1899 roku, zaproponował on użycie znaku ironii (point d'ironie), który z czasem wyewoluował w lustrzane odbicie znaku zapytania. W 1966 roku Hervé Bazin zaproponował użycie greckiej litery psi z kropką pod spodem, aby zaznaczyć sarkazm. W marcu 2007 roku Stichting Collectieve Propaganda van het Nederlandse Boek wprowadziła znaki ironii w formie przetrąconego wykrzyknika (ironieteken). Znak ten jednak nie zdobył popularności. Graficzne wskaźniki ironii, z jednej strony, zapobiegają pomyłkom w rozpoznawaniu ironii, lecz z drugiej, czynią ironię mniej subtelną, pozbawiają odbiorcę satysfakcji z samodzielnego odczytania ironicznej treści.

## Techniki ironiczne
Powszechnie stosowane techniki ironiczne to m.in.:
- pozorowana zgoda z ofiarą ironii;
- pozorowana zachęta, rada dla ofiary;
- pozorowana obrona ofiary;
- pozorowany atak na przeciwników ofiary;
- pochwała w formie nagany / nagana w formie pochwały;
- pozorowana wątpliwość;
- powołanie się na niedorzeczne poglądy – rzekomo wyznawane przez większość;
- ironiczne nominacje, np. nazwy nieistniejących urzędów, tytuły, przydomki.

## Ironia a sarkazm
Łacińskie sarcasmus wywodzi się z stgr. σαρκασμός sarkasmos – od σαρκάζω sarkazo, czyli „przygryzam wargi z wściekłości”.
Z pojęciem sarkazmu wiąże się wiele kontrowersji terminologicznych, ponieważ w literaturze przedmiotu, jak również w potocznym rozumieniu, sarkazm jest kojarzony – czasem nawet utożsamiany – z ironią. Niektórzy określają sarkazm jako ton ironiczny, inni jako ostrą krytykę personalną, szyderstwo. Komponentami sarkazmu są: zjadliwość, uszczypliwość, gorycz. O ile ironia w pewnych sytuacjach może być wyrazem życzliwości, czułości (Mój ty bohaterze; Ach, ty gamoniu), o tyle wypowiedzi sarkastyczne obciążone są negatywnym ładunkiem emocjonalnym.
Sarkazm nie musi zawierać elementu ironicznego, co wyraża na przykład zdanie Naturalnie nie spodziewałem się po tobie dobrej odpowiedzi. Zdanie wypowiedziane jest sarkastyczne, lecz nie ironiczne, gdyż wypowiedź jest jednoznacznie zgodna z intencją (nie następuje tu pole dla dwuznaczności czy interpretacji).
Douglas Colin Muecke, badacz tematyki ironii, przyporządkował sarkazm do stylu mogącego wykorzystywać ironię, lecz stanowiącego jej „najmniej wyszukaną formę”.